# Hammerwerk Beratzhausen
Das Hammerwerk Beratzhausen ist ein nicht erhaltener Eisenhammer nördlich des Oberpfälzer Marktes Beratzhausen im sogenannten Thongraben. Dieser ist heute ein Trockental, das nur bei Schneeschmelze Wasser führt, er hat aber bis zum Straßenbau in den 1950er Jahren große Gebiete entwässert.

## Geschichte
Hans II. von Stauff zu Ehrenfels errichtete 1440 im Thongraben dieses Hammerwerk. Zum Betrieb des Hammers wurden Staumauern und Wehre angelegt. Bereits 1430 hatte König Sigismund von Luxemburg dem Dietrich IV. von Stauff alle Bergwerke und Erze in der Herrschaft Ehrenfels als Reichslehen verliehen. In dem Hammer wurde das in der Herrschaft Ehrenfels gewonnene Erz verarbeitet, das nicht verkauft werden durfte, denn die anderen Oberpfälzer Hämmer mussten mit Sulzbacher Erz beliefert werden, das dem Landesherrn gehörte und von dem er Einkünfte bezog. Der Beratzhausener Hammer trat daher nie der Oberpfälzer Hammereinigung bei. Von 1492 stammt eine Vereinbarung zwischen zwei Stauffern, dass „wenn ärzt angieng“ sie eine Kirche bauen wollten. Der Hammer war ein Waffenhammer und entwickelte sich nach 1505 sehr gut. Ein Waffenhammer produzierte überwiegend Werkzeuge und landwirtschaftliches Gerät.
1505 bestätigte Herzog Albrecht IV. dem Bernhardin und dem Hieronymus von Stauff umfangreiche Bergfreiheiten. Die Stauffer durften in der Herrschaft Ehrenfels also weiterhin nach Eisenerz suchen, es gewinnen und verarbeiten, ohne dafür an den Landesherren Abgaben zu leisten.
Wann der Betrieb des Hammers genau eingestellt wurde, ist bisher nicht bekannt. Aber 1562 wird der Hammer als „öde“ bezeichnet.

## Reste des Hammers Beratzhausen
In der Nähe des vermutlichen Hammerstandortes wurde 1860 Schlacke gefunden, ein Beleg für die Erzverhüttung in dieser Gegend. Im Areal der sogenannten Alten Burg kann man heute noch Raseneisenerz finden.
Der Flurname „Hammerackher“ am Thongraben wurde noch 1630 erwähnt und erinnerte an den abgegangenen Hammer. Zudem ist von dem Hammer eine drei Meter hohe Mauer erhalten, die vermutlich den Kanal, in dem das Wasserrad angebracht war, seitlich begrenzte. Der genaue Standort des Hammergebäudes selbst und dessen technische Einrichtung lassen sich heute nicht mehr feststellen.